# Vine (aplicación)
Vine fue una red social estadounidense, un servicio de alojamiento de videos de formato corto en el que los usuarios podían compartir videoclips en bucle de seis segundos de duración, límite que posteriormente se amplió a 140 segundos el 20 de junio de 2016. Fue adquirido por Twitter, Inc. en el año 2012. Los videos podían ser compartidos a través de la propia red social Vine o mediante Facebook, Twitter, etc. La plataforma de microvideos anunció que dejaba de desarrollar la aplicación para móviles e impedía volver a subir videos a la red social Vine el 27 de octubre de 2016, aunque sí siguió permitiendo su descarga hasta el cierre parcial de la plataforma que se produjo el 17 de enero de 2017. Ese mismo día la aplicación para móviles Vine fue renombrada como Vine Camera y volvía a permitir subir Vines a la red Twitter, pero ya no proporcionaba almacenamiento de hosting en su web matriz. Actualmente es conocida como Byte.

## Historia
La aplicación Vine fue creada por Don Hofmann, Yusupov Rus y Colin Kroll en junio de 2012 y comprada por Twitter en el mes de octubre del mismo año con una inversión cercana a los 30 millones de dólares. La aplicación permite crear y publicar videos cortos de una duración de máxima 6 segundos en forma de loop (bucle) y estos pueden ser compartidos tanto en Facebook como en Twitter. Fue lanzada oficialmente el 24 de enero de 2013 inicialmente para iOS desde el 3 de junio para Android y el 12 de noviembre del mismo año para la plataforma de Windows Phone y funciona en más de 633 idiomas.
Su cierre fue el 17 de enero de 2017.
Tras muchos rumores sobre la nueva aplicación V2, supuesta sustituta de Vine, Dom Hofmann, uno de los cofundadores de Vine y creador de V2 confirmó en 2018 su aplazamiento indefinido debido a problemas legales y financieros.

## Características y funcionamiento
Vine fue un servicio de vídeo que “ofrece las acciones básicas que son necesarias para que podamos ver y compartir la vida en movimiento”. El registro se podía hacerse mediante el correo electrónico o a través de la propia cuenta de Twitter.
Esta aplicación permitió crear vídeos graciosos y simples de reproducción automática. Dispuso de varios apartados con los que el usuario podía interactuar, como el espacio Explora, que recopilaba los vines más populares y exitosos y ofreció las tendencias actuales en forma de hashtags, de igual manera que en Twitter. Así, un usuario podía explorar los vídeos realizados por otro. También presentó la función de Buscar amigos, la cual se podía encontrar a aquellas personas que uno conoce.
Vine brindó la posibilidad de incrustar los vídeos realizados en webs o blogs, insertándolos fácilmente gracias una de las opciones de "compartir". Estos vídeos pueden grabarse tanto desde la cámara frontal del móvil como desde la trasera, y solo mientras la pantalla de este siendo tocada. De esta manera, los usuarios podían crear efectos varios en sus vídeos. El más frecuente fue el denominado 'stop motion, que consiste en la animación de fotograma en fotograma. Además, se incluyó un apartado de mensajes directos (Vine Messages), con los que los usuarios podían conversar de forma privada entre dos personas, ya sea en forma de texto o "vine".

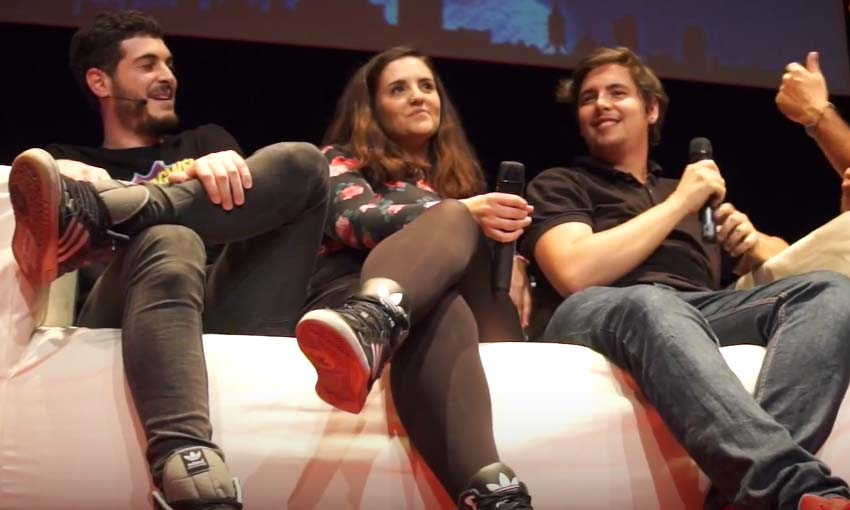
Antón Lofer, Andrea Compton y Diego, tres Viners españoles.

Recientemente, tras la última actualización del 1 de julio de 2014, se ha añadió un contador para ver cuántos "loops" tiene cada vídeo, es decir, las veces que ha sido reproducido, ya sea individualmente o en forma de bucle. Este se encontró en la parte superior derecha de cada uno de los vídeos y su cifra aumentaba en directo conforme la gente va viéndolo más veces. También había un contador general en los perfiles de cada usuario, el cual sumaba las reproducciones totales de todos los "vines" que ha creado una cuenta determinada.
Como red social que es, Vine admitió las menciones. Estas fueron etiquetas en las que citas a personas y amigos para que formen parte de tu publicación.
Su nombre proviene de viñeta, una "corta escena impresionista", y el nombre de un filtro de fotografía ofrecido por Twitter. Vine, además, fue considerada como una aplicación parecida a Instagram, pero para vídeos. Kevin Systrom, cofundador de Instagram, declaró que "es el mismo Instagram que conocemos pero en movimiento". Por otra parte, los creadores de la propia aplicación admiten en su web que tanto Twitter como Vine “comparten valores y objetivos similares”, y que “lo restrictivo inspira creatividad, sea en un tweet de 140 caracteres o en un vídeo de seis segundos” (hasta junio del 2016).

## Recepción y uso
Poco tiempo después de su lanzamiento, empezaron a distribuirse vídeos de contenido pornográfico en el servicio. Más tarde, apareció un "vine" con contenido explícito en la página principal de "Elecciones del editor", por lo que la empresa no tardó en pedir disculpas, aludiendo que este se había incluido en la lista a causa de un "error humano". Además, recordaron a los usuarios que pueden reportar aquellos vídeos que consideren inadecuados, de manera que solo el usuario que acepta la advertencia antes de ver el vídeo, puede acceder a él. Aquellos que no cumplen con la normativa establecida por la empresa, son eliminados. Sin embargo, Twitter no prohíbe la pornografía.
La creación de esta aplicación tuvo buena acogida en el ámbito de los negocios. Dunkin' Donuts fue la primera compañía en usar un vídeo Vine entero como anuncio televisivo. Otras marcas como Samsung, Adidas, Oreo o Intel Corporation también han confiado en esta iniciativa, cuya simplicidad es la clave del éxito.